# Національно-демократична партія Грузії
Національно-демократична партія Грузії (груз. ეროვნულ-დემოკრატიული პარტია) — політична партія Грузії, одна з найстаріших правих партій країни.

## Історія
Національно-демократична партія була задумана Іллею Чавчавадзе, який у 1905 році склав програму партії. Проте після вбивства Чавчавадзе 30 серпня 1907 року здійснення цих проєктів було відкладено на багато років.
Тільки в 1917 році Спиридон Кедіа разом з Давидом Вачнадзе, Ревазом Габашвілі, Олександром Асатіані, Ніко Ніколадзе, Еквтіме Такаїшвілі, Костянтином Абхазі та іншими змогли організувати партію. Першим головою став Спиридон Кедіа, почесним головою — найстаріший член Ніко Ніколадзе.
У 1918—1921 роках Національна демократична партія представляла меншість у першому парламенті незалежної Грузії. Партія отримала вісім мандатів: Ніко Ніколадзе, Георгій Гвазава, Спиридон Кедіа, Геронтій Кікодзе, Йосип Мачаваріані, Еквтіме Такаїшвілі, Олександр Асатіані та Петро Сургуладзе. Евктиме Такаішвілі був обраний заступником голови парламенту.
Після встановлення радянської влади в Грузії в 1921 році більша частина націонал-демократів залишилася на батьківщині і брала активну участь у повстанні 1924 року, через яке радянська влада знищила велику кількість національних демократів (сама партія діяла деякий час в Радянській Грузії і саморозпустилася в жовтні 1923 року). Після придушення заколоту націонал-демократи продовжували займатися політичною діяльністю на еміграції, головним чином, у Франції.

## Нова історія
Про відтворення партії було оголошено на мітингу 30 серпня 1988 року. На першому Установчому з'їзді НДПН, що проходив з 30 листопада по 1 грудня того ж року, було прийнято ухвалу, що метою партії є «відновлення незалежності Грузії». Головою партії на той час був Г. О. Чантурія.
3 грудня 1994 Чантурія був убитий. Члени партії вирішили залишити його постійним посмертним головою, а фактичне керівництво партією було покладено на президію. В 1995 році посаду голови партії зайняла вдова Чантурії — Ірина Сарішвілі-Чантурія.
На виборах 2003 року брала участь у коаліції — За Нову Грузію.
У президентських виборах 2018 року брала участь у коаліції «Сила в єдності».

## Ідеологія
На першому Установчому з'їзді партії наприкінці 1988 року було ухвалено рішення про те, що метою партії є відновлення незалежності Грузії. Як методи передбачалося використовувати заклики до національної непокори та допомогу у здійсненні цієї непокори. При цьому одним із головних принципів партії була відмова від будь-яких компромісів із владою. Ідеологічним базисом партії було обрано теодемократію.